# Willapa Bay
Die Willapa Bay ist eine Bucht im Pacific County des US-Bundesstaates Washington. Sie ist etwa 38 km lang und etwa 17 km breit und wird durch die Long Beach Peninsula vom Pazifik abgetrennt. In der Bucht liegen die Inseln Long Island und Grassy Island. Die Flüsse Willapa River und Naselle River münden in die Bucht. An die Bucht grenzen der Leadbetter Point State Park und das Shoalwater-Indianerreservat, außerdem liegen dort einige kleinere Ortschaften und gemeindefreie Ansiedlungen. Die Region lebt von der Fischerei und der Austernzucht. Etwa 9 % der jährlichen Austernproduktion in den Vereinigten Staaten stammt aus der Willapa-Bucht. Die Willapa-Austern zählen zu den besten Austern, die in den USA produziert werden.
Die Willapa-Bucht ist bekannt für ihre Biodiversität, sodass ein Großteil der Bucht als  Willapa National Wildlife Refuge unter Naturschutz gestellt wurde. Das Naturschutzgebiet wird durch den U.S. Fish & Wildlife Service verwaltet.  